# Hans Koch (Politiker, 1911)
Hans Koch (* 25. März 1911 in Duisburg; † 14. August 1995 in Solingen) war ein deutscher Landes- und Kommunalpolitiker (FDP). Er war von 1970 bis 1980 Mitglied des Landtags von Nordrhein-Westfalen, davon die meiste Zeit als Vorsitzender der FDP-Fraktion.

## Leben
Hans Koch schloss 1928 die Schule mit der Mittleren Reife ab. Er machte eine Ausbildung als Kommunalbeamter. Von 1938 bis 1945 war Koch Stadtinspektor bei der Stadtverwaltung Düsseldorf. Am 13. Oktober 1939 beantragte er die Aufnahme in die NSDAP und wurde zum 1. Februar 1940 aufgenommen (Mitgliedsnummer 7.489.428). Nach dem Zweiten Weltkrieg war er von 1946 bis 1951 zunächst Kreisinspektor und -oberinspektor bei der Kreisverwaltung Olpe, von 1951 bis 1956 zuerst Verwaltungsdirektor, dann Erster Beigeordneter bei der Stadtverwaltung Bensberg. Im Jahr 1956 wurde Koch Stadtdirektor in Langenfeld, und blieb es bis zum 1. Februar 1968. Bis 1970 war er Mitglied des Rates der Stadt Langenfeld.
Daneben war Koch zwischen 1960 und 1970 Vorsitzender des Verbandes der Hauptgemeindebeamten und Beigeordneten in Nordrhein-Westfalen, und als solcher Mitglied des Hauptvorstandes des Deutschen Beamtenbundes, Landesbund Nordrhein-Westfalen.

## Partei
Koch war 1964 in die Freie Demokratische Partei (FDP) eingetreten, und bereits 1968 Vorsitzender des FDP-Kreisverbandes Rhein-Wupper geworden. Er wurde am 26. Juli 1970 über die Landesliste in den nordrhein-westfälischen Landtag gewählt und übernahm am folgenden Tag den Fraktionsvorsitz. Auch in der folgenden Legislaturperiode wurde er in den Landtag gewählt und blieb Landtagsfraktionsvorsitzender bis Wolfgang Heinz am 1. Januar 1980 seine Nachfolge antrat. Koch blieb Landtagsabgeordneter bis zum 28. Mai 1980. Von 1980 bis 1984 wurde er wieder Langenfelder Stadtrat.